# Modificación corporal

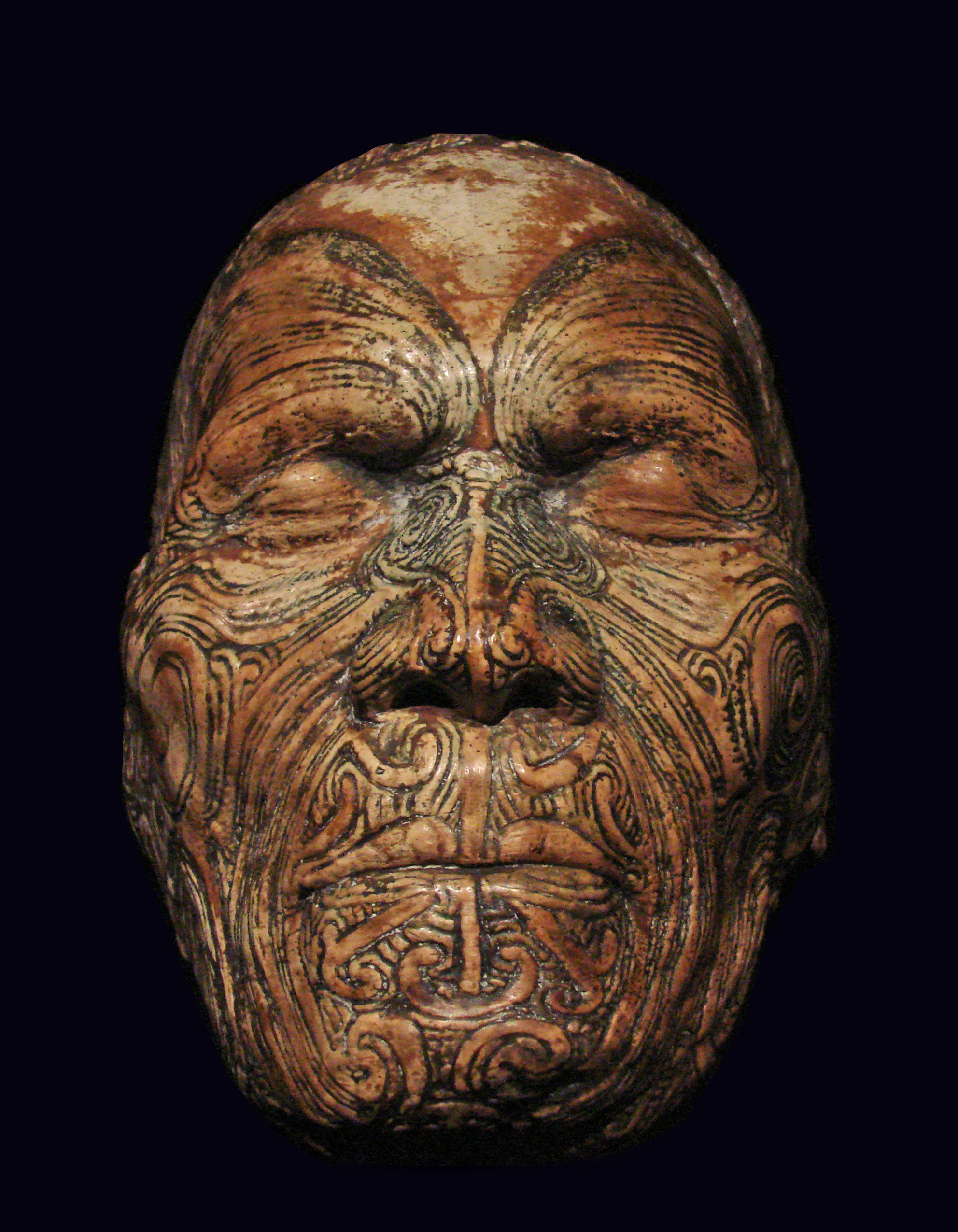
Muestra de un tatuaje facial a un jefe de la tribu Maorí (1885), en el museo del muelle Branly, Francia.

Una modificación corporal (en inglés: Body modification), también conocida como transformación del cuerpo, es la alteración permanente o parcial deliberada del cuerpo humano por motivos simbólicos, estéticos, religiosos o culturales. El embarazo, el crecimiento, la vejez y cierto tipo de enfermedades también son cambios físicos naturales que sufre el cuerpo, mientras que en el campo de la antropología, el concepto de modificación se define como el hábito de modificar artificialmente el cuerpo.

## Contexto social
Estos cambios son aceptados en algunas sociedades y grupos como actos culturales y religiosos, como por ejemplo, la circuncisión e infibulación en hombres y mujeres, práctica aceptada por muchas tribus y etnias africanas. En la cultura occidental, el piercing se ha vuelto una tendencia entre la comunidad adolescente, aunque se popularizó en gran manera en la década de 1980. El primitivismo moderno, un movimiento cultural artístico liderado por Fakir Mustafar, considerado el padre de la modificación del cuerpo y uno de los máximos exponentes del fetichismo y el BDSM: bondage, dominación y sumisión y sadomasoquismo, promueve y acepta ampliamente el uso de rituales y prácticas como tributo a los pueblos primitivos. Este movimiento artístico también surge como una respuesta a la búsqueda de la propia identidad, y afirma que la espiritualidad solo se consigue a través de la transformación del cuerpo.
Además del tatuaje y los pírsines existen otros procedimientos que son asociados con la modificación del cuerpo, tales como escarificaciones, amputaciones, limado dental, implantes subdérmicos, transdérmicos, microdermales y extraoculares, castración, emasculación, infibulación, bifurcación de lengua, vendado de pies, estiramiento de cuello, deformación craneal artificial, corseting, entre muchos otros. Y todas aquellas que derivan de las técnicas tradicionales del tatuaje y el pirsin, como por ejemplo, el body suit o genital beading.

## Tipos de modificación corporal

### Tatuajes y perforaciones
Existe una amplia variedad de modificaciones corporales, las más comunes son los tatuajes y pírsines. Los primeros se realizan con el fin de crear un dibujo sobre la piel por medio de máquinas especiales para tatuajes. Estos instrumentos poseen agujas que perforan la epidermis, la capa externa de la piel. Esta práctica data del año 2000 a. C. y era muy utilizada en la cultura Chinchorro, aunque se ha popularizado en gran manera en la cultura occidental. Los pírsines, que son perforaciones que se pueden realizar en cualquier parte del cuerpo, son prácticas tradicionales que se suelen hacer con fines estéticos, culturales o religiosos y, al igual que las demás, pueden ser perjudiciales para la salud por el riesgo de infecciones o alteraciones. La perforación también ha existido en muchas civilizaciones, sobre todo en las etnias y grupos de África donde se empleaba, por ejemplo, como un método defensivo «ya que daba un aspecto más feroz a quien lo llevaba».

Perforaciones y expansiones en el lóbulo entre los habitantes del Gran Chaco en Sudamérica. 1908.

Un tatuaje se puede efectuar en cualquier parte del cuerpo, incluso en el ojo. Estos tatuajes llamados oculares, son modificaciones extremas que pueden llegar a comprometer la parte esclerótica o de la córnea y, en otros casos, ocasionar la pérdida de la visión. Sin embargo, es cada vez  más frecuente el uso de este tipo de tatuajes.
Los tatuajes y pírsines genitales, tanto en hombres como mujeres, son cada vez más comunes y aceptados. El tatuaje genital, un método practicado hace más de 10 000 años, es un tatuaje que se aplica en casi todas las partes que forman el pene, como el glande, el tronco y el escroto. Y en las mujeres se extiende desde la vulva hasta los labios. Los motivos para esta práctica varían, algunos lo hacen con fines sexuales, decorativos o como una simple tendencia. Asimismo, las alteraciones en los órganos genitales por medio de perforaciones se suele realizar por cuestiones estéticas o para aumentar el placer sexual.

### Escarificación
La escarificación que es una incisión infringida en la piel por medio de cortes superficiales, también es una práctica que se ha popularizado en el siglo XX y XXI. Escarificación proviene de la palabra scar que significa cicatriz y era ampliamente utilizada por culturas africanas y americanas como la maya, huasteca o chichimeca, generalmente como un símbolo de fortaleza. Los métodos más utilizados para este tipo de alteración son el cutting y branding que significan quemaduras y cortes en la piel y en otros casos la abrasión, que son cicatrices que se forman por medio de fricción o raspadura.

### Implantes subdérmicos
Los implantes subdérmicos que a menudo son conocidos como subdermales y subcutáneos surgen como una alternativa para las modificaciones tradicionales. Consiste en insertar objetos debajo de la piel por medio de un instrumento quirúrgico llamado elevador dermal. Estos abalorios u objetos están hechos de varios materiales como el silicio, plástico, politetrafluoroetileno, acero, titanio, metal, entre otros y su tamaño puede variar. Se cree que los primeros implantes subdérmicos fueron realizados en la década de 1990, siendo Steve Haworth uno de los pioneros en este tipo de modificaciones del cuerpo.  Se estima que entre 50 000 y 60 000 personas alrededor del mundo poseen al menos un implante subdérmico en el cuerpo. Otros menos comunes son los implantes transdermales y microdermales, en este último, se introduce una especie de base o soporte dentro de la piel que sirve para enroscar o atornillar la joya que se va a lucir. Aunque existe poco riesgo de contraer infecciones o generar complicaciones, no es recomendable utilizarlos en manos, pies, muñecas o la clavícula, porque son partes donde se encuentran las articulaciones.
El uso del corsé como prenda de vestir o tendencia, también se asocia directamente con las alteraciones del cuerpo. El término tightlacing, que se define como el hábito o la práctica de usar un corsé permanentemente para modificar la cintura y parte del cuerpo, es una técnica se emplea con fines fetichistas o meramente estéticos y consiste básicamente en usar el corsé durante más de veinte horas al día y mantener una dieta estricta, baja en grasas y calorías. La comunidad de personas que practican este método son conocidas como «tightlacers y practicantes del tightlacing» y sus cinturas suelen ser comparadas con un reloj de arena debido a la silueta del cuerpo y, en otras ocasiones, son conocidas por tener la «cintura de avispa».
El limado de dientes, al igual que las demás, es un método ancestral que consiste en afilar manualmente los dientes. Es considerada una modificación corporal extrema y se realizaba por cuestiones espirituales. Otras como la deformación craneal artificial se efectuaban mediante placas de madera sujetadas en la cabeza, también por medio de compresores. Se cree que las personas que se sometían a estos procedimientos lo hacían para obtener un mayor estatus social o por otras razones culturales.
Las modificaciones corporales con tecnología sin un fin médico cada vez son más comunes en la sociedad. Un fiel reflejo de las costumbres contemporáneas, corrientes trashumanistas y cyborgs. 
Artistas como Neil Harbisson, Stelarc, Manel de Aguas, Esteban Celis, Orlan y Moon Ribas, abordan el libre diseño del ser humano o libertad morfológicapor medio de este tipo de modificaciones.  

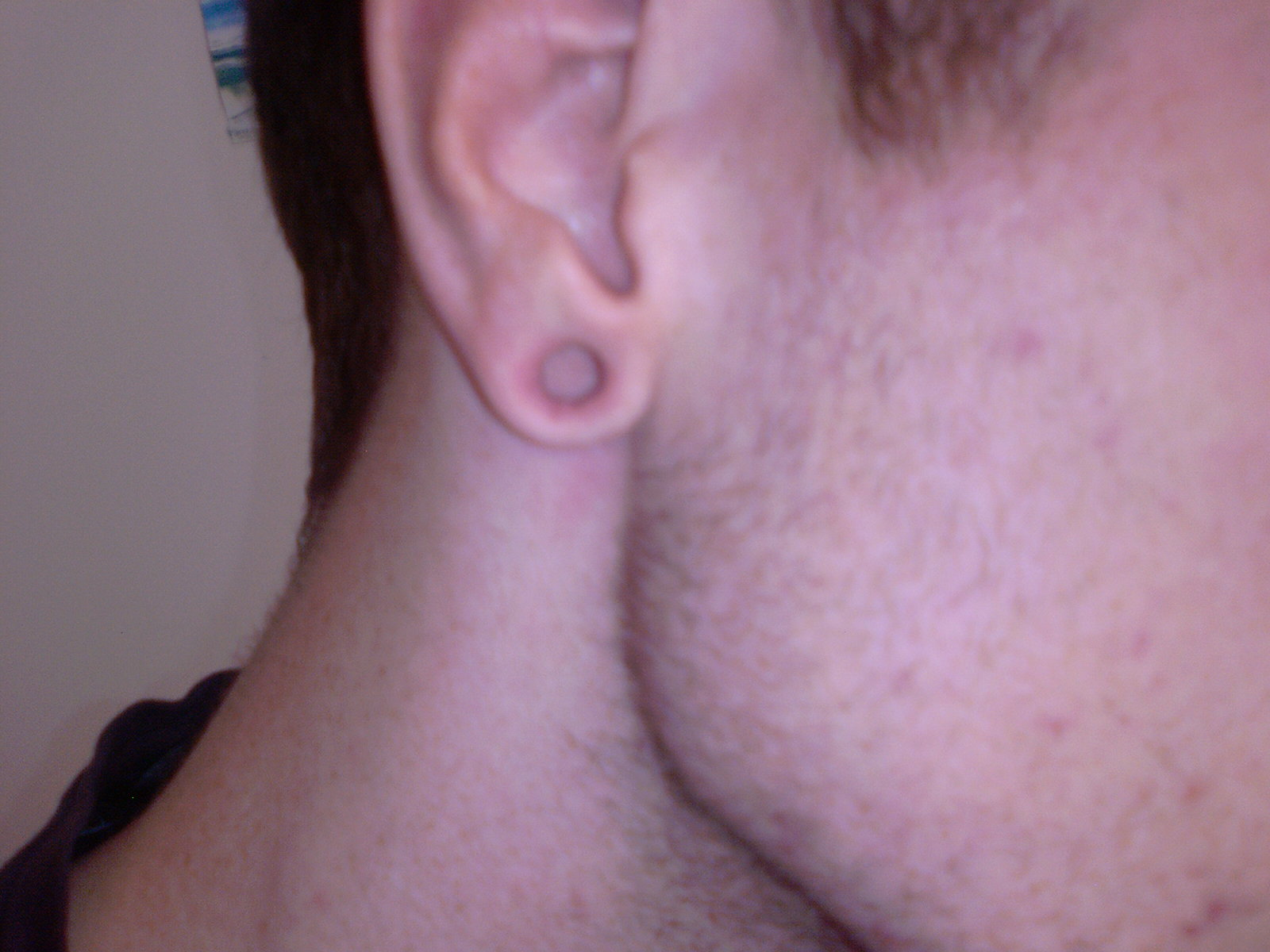
Expansión
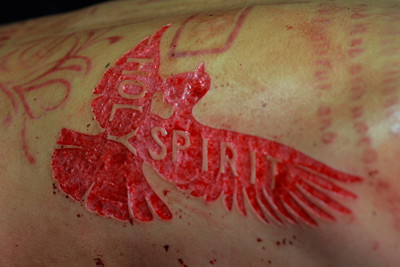
Escarificación
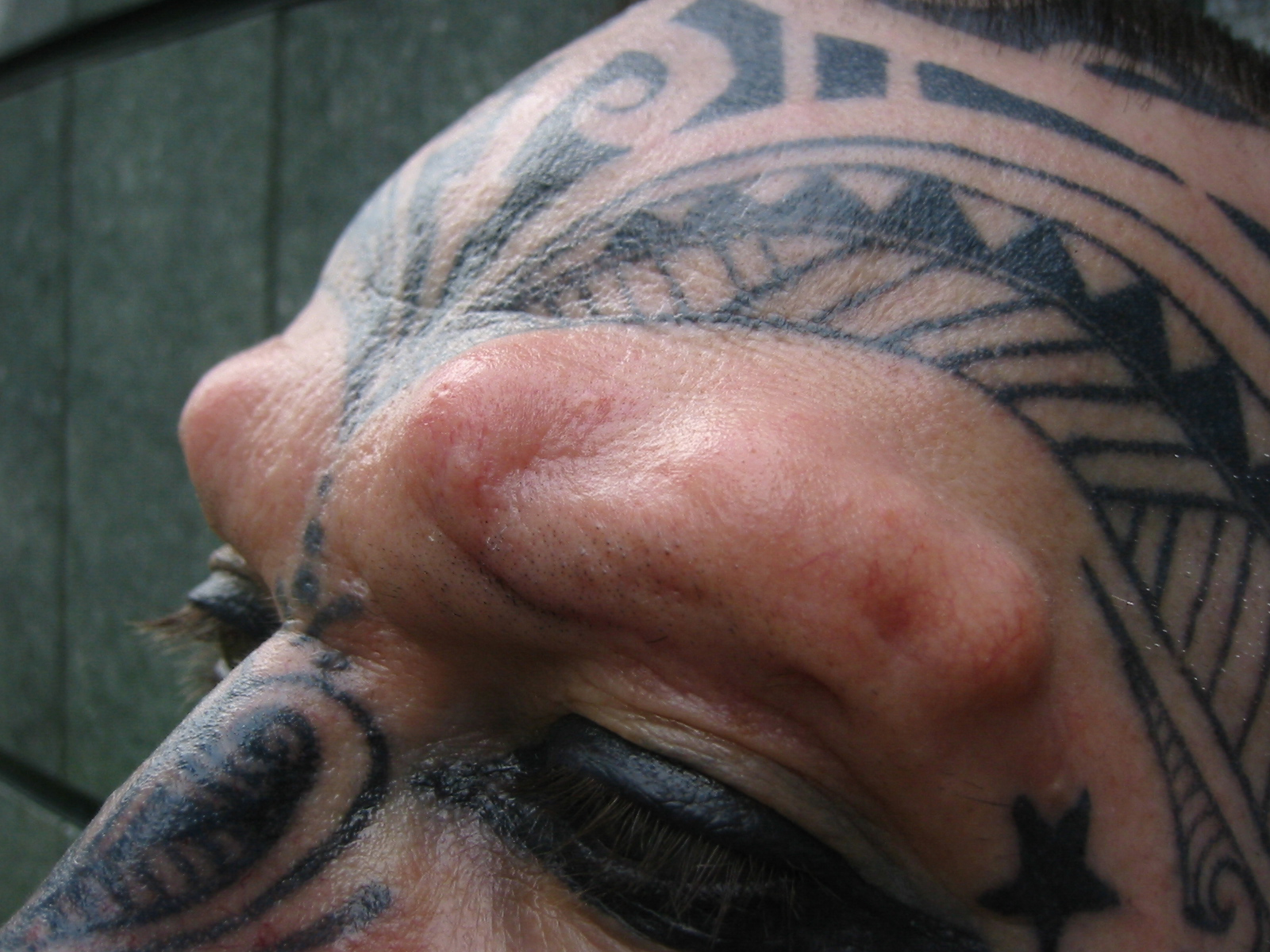
Implante subdérmico en la cara
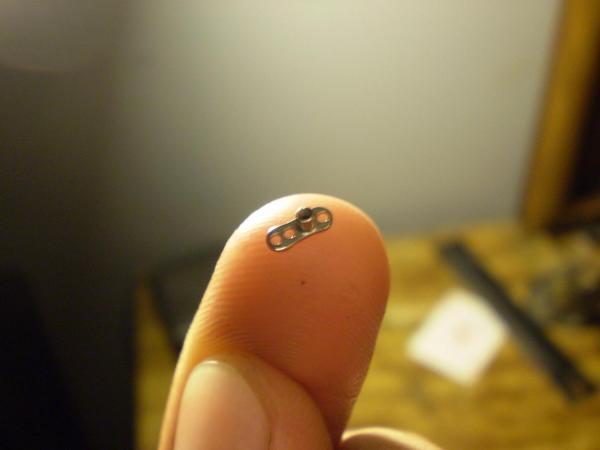
Implante microdermal en el dedo índice
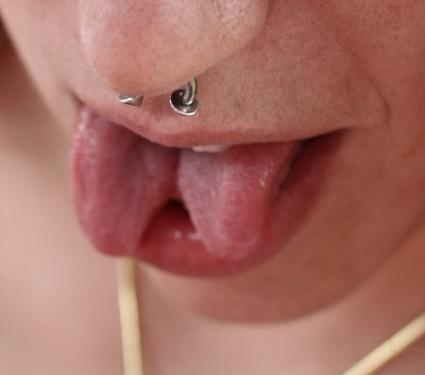
Bifurcación de lengua
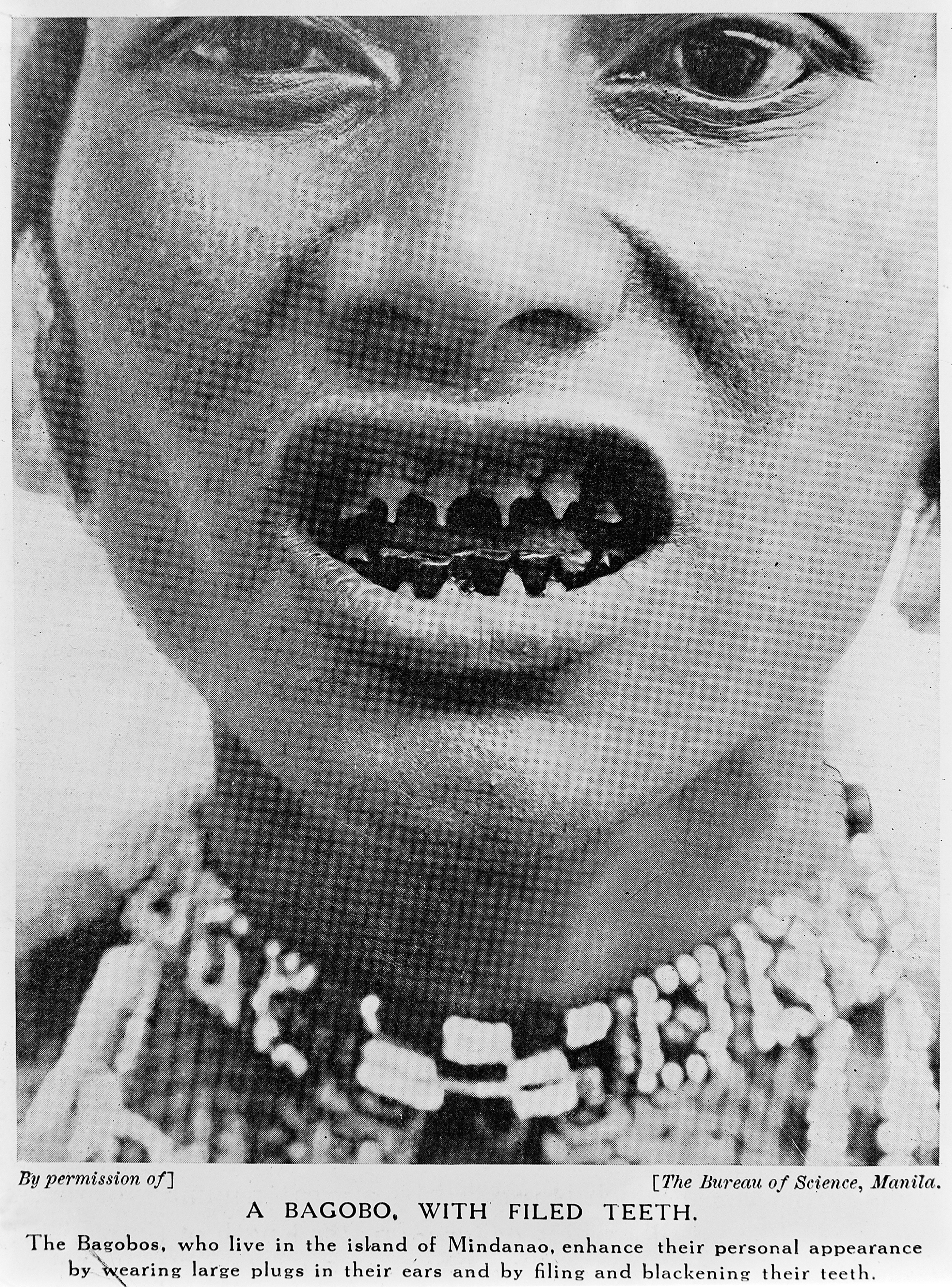
Limado de dientes
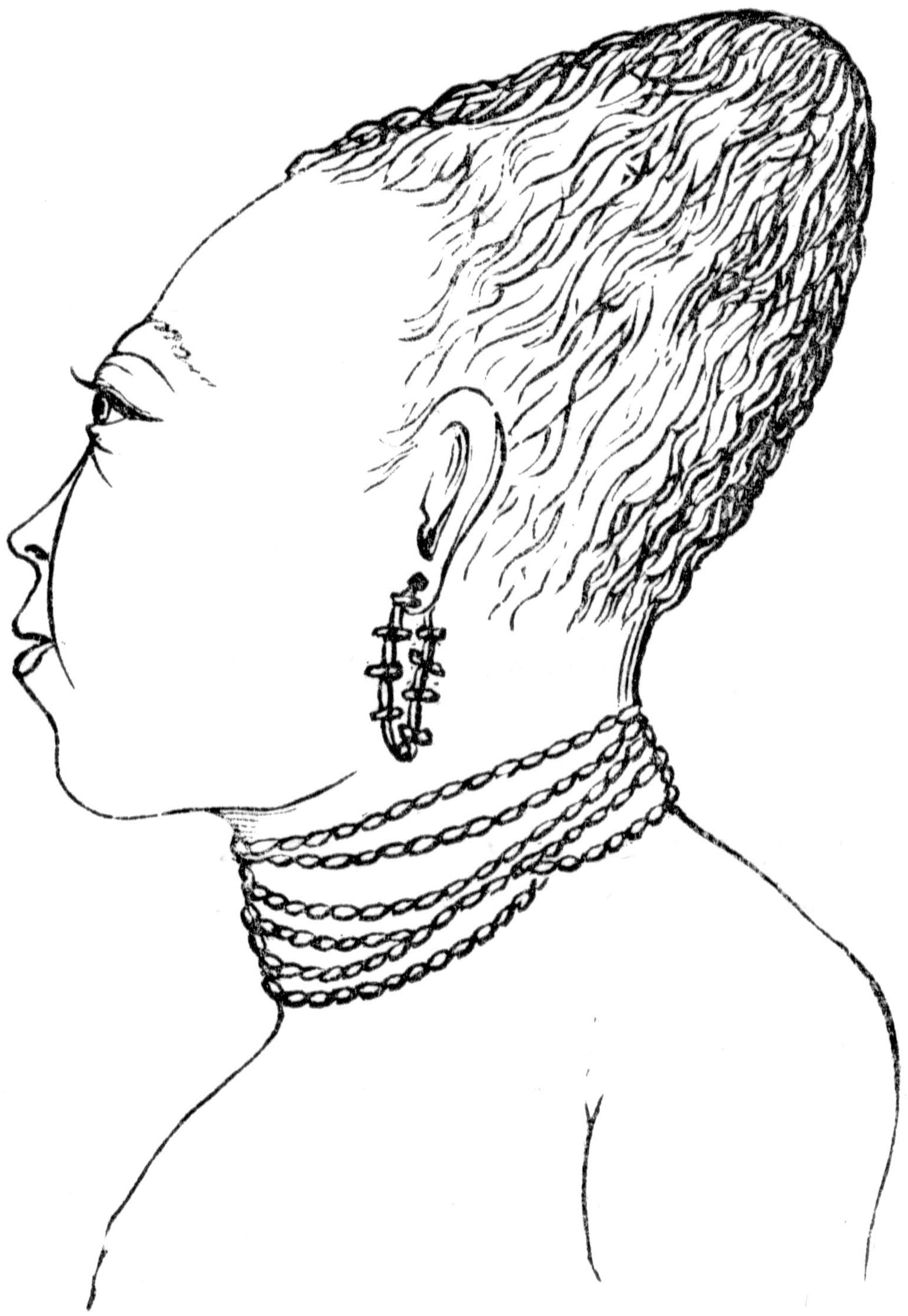
Deformación craneal artificial
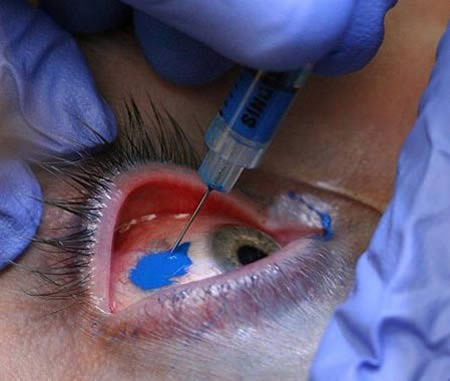
Tatuaje ocular
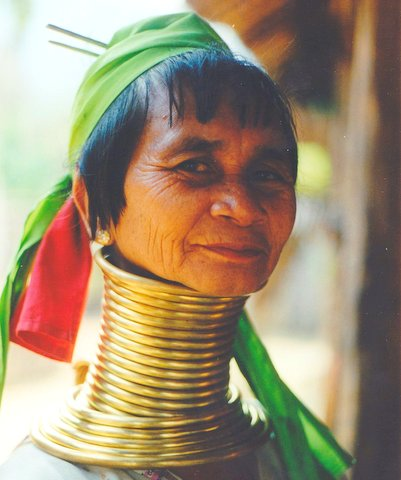
Estiramiento o alargamiento de cuello
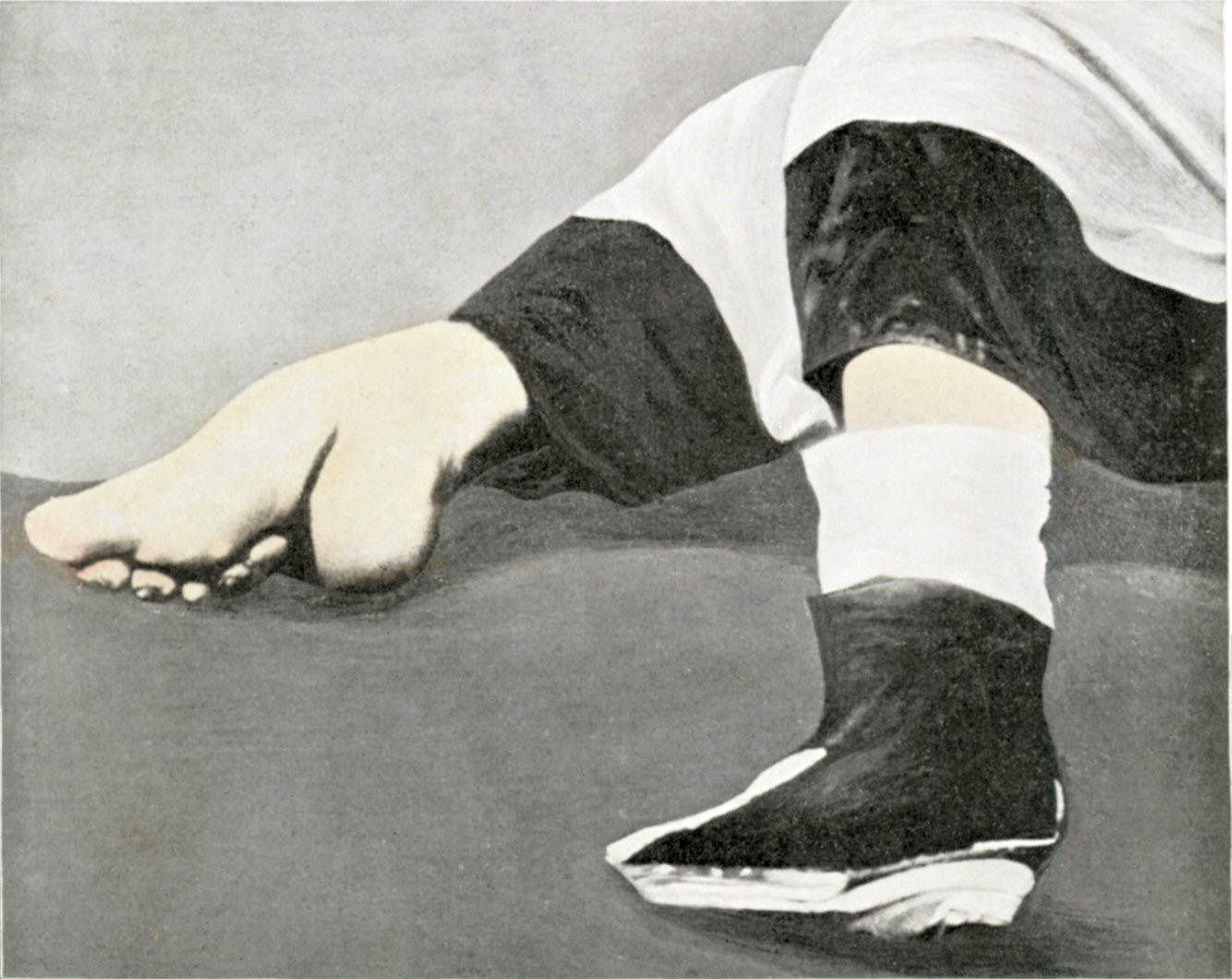
Vendado de pies
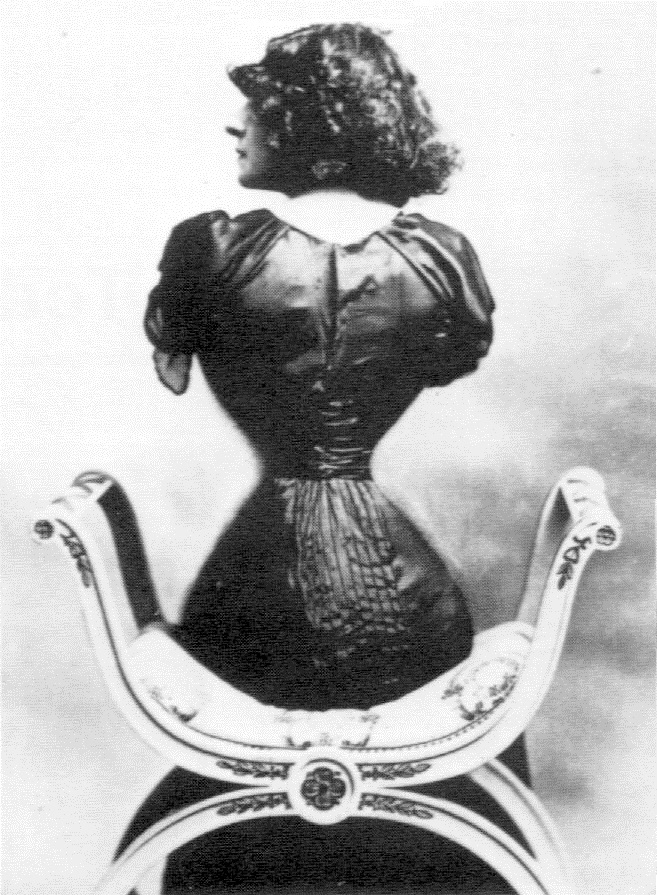
Tightlacing
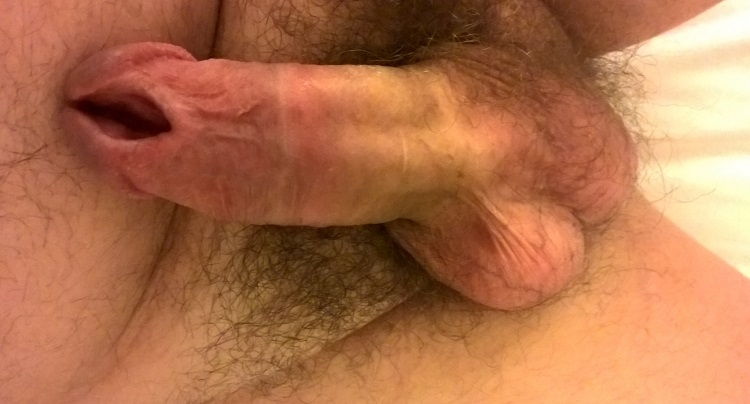
Subincisión del pene
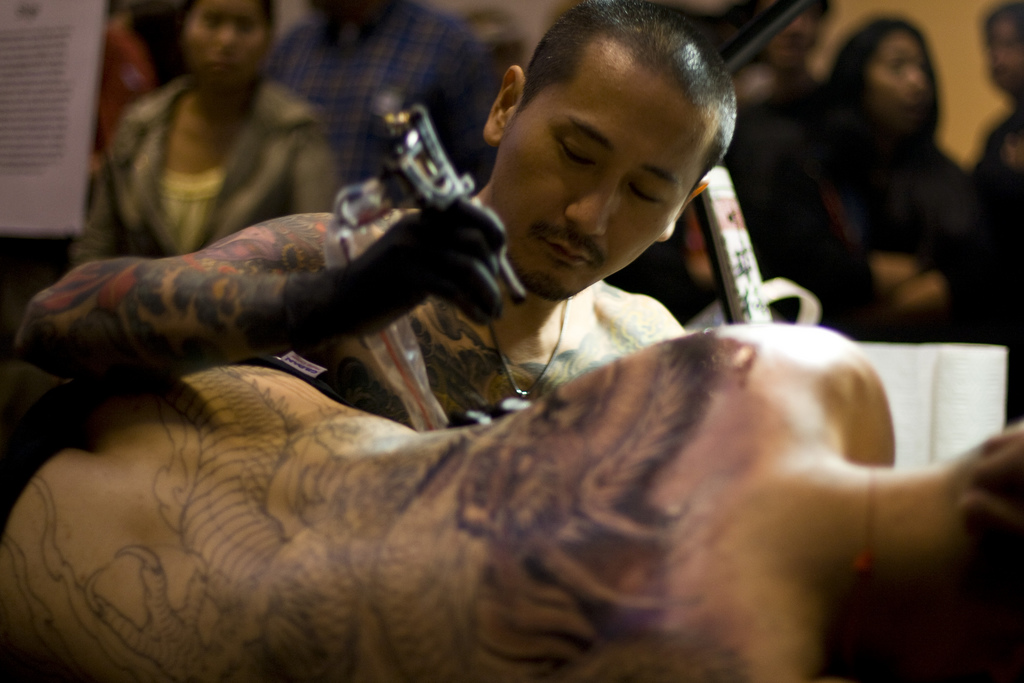
Body suit (tatuaje extensivo)
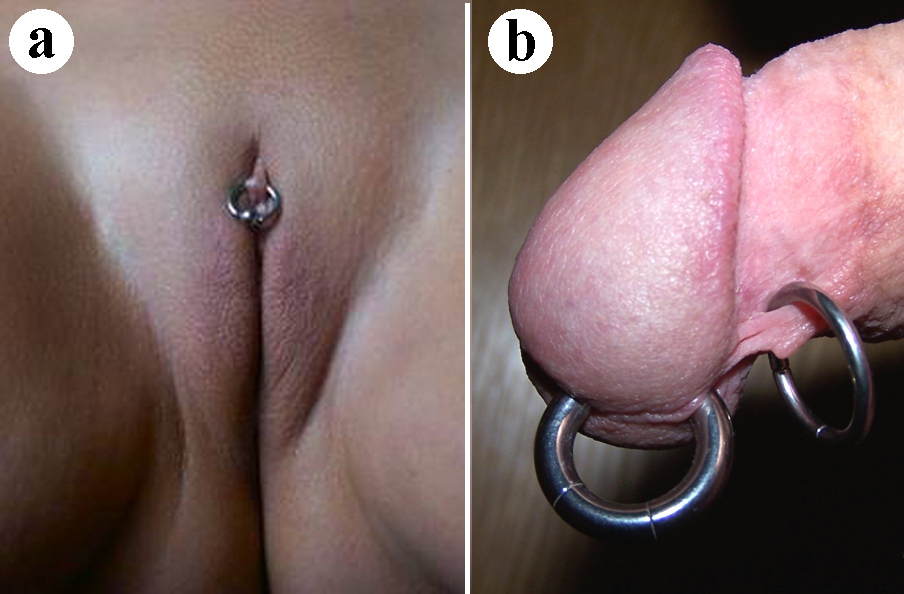
Pirsin genital
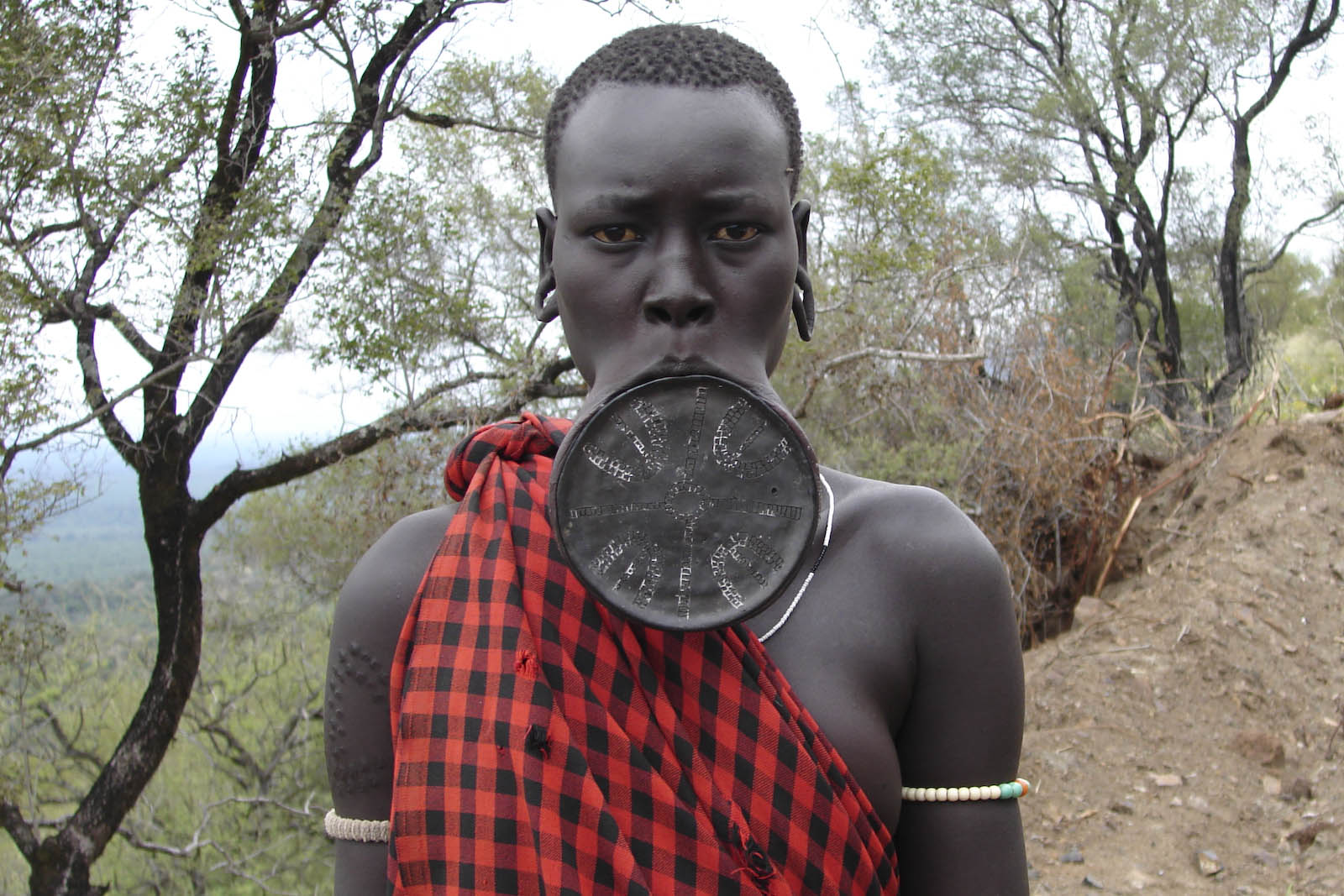
Mujer que llevaba un plato labial en Etiopía
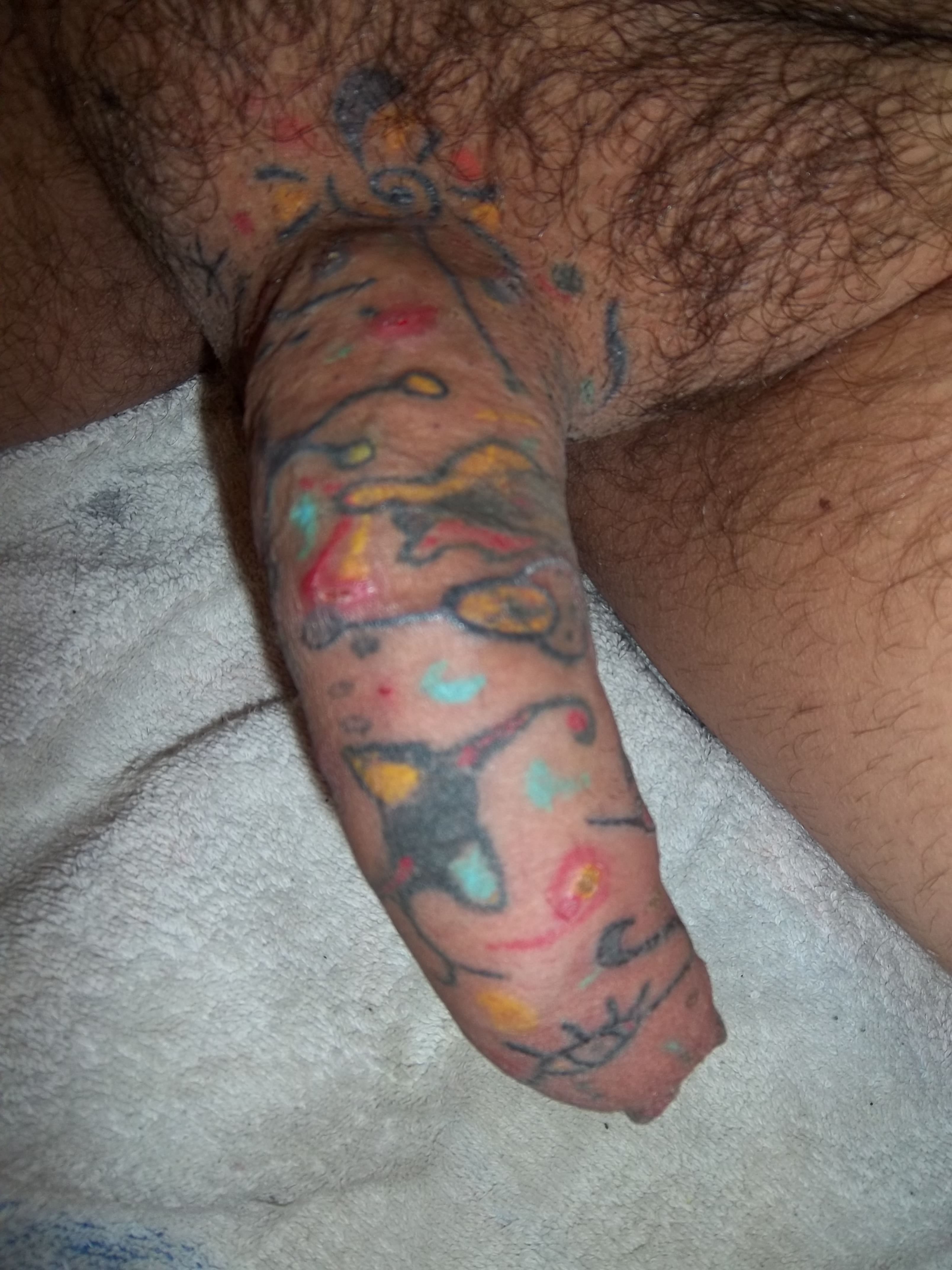
Tatuaje genital
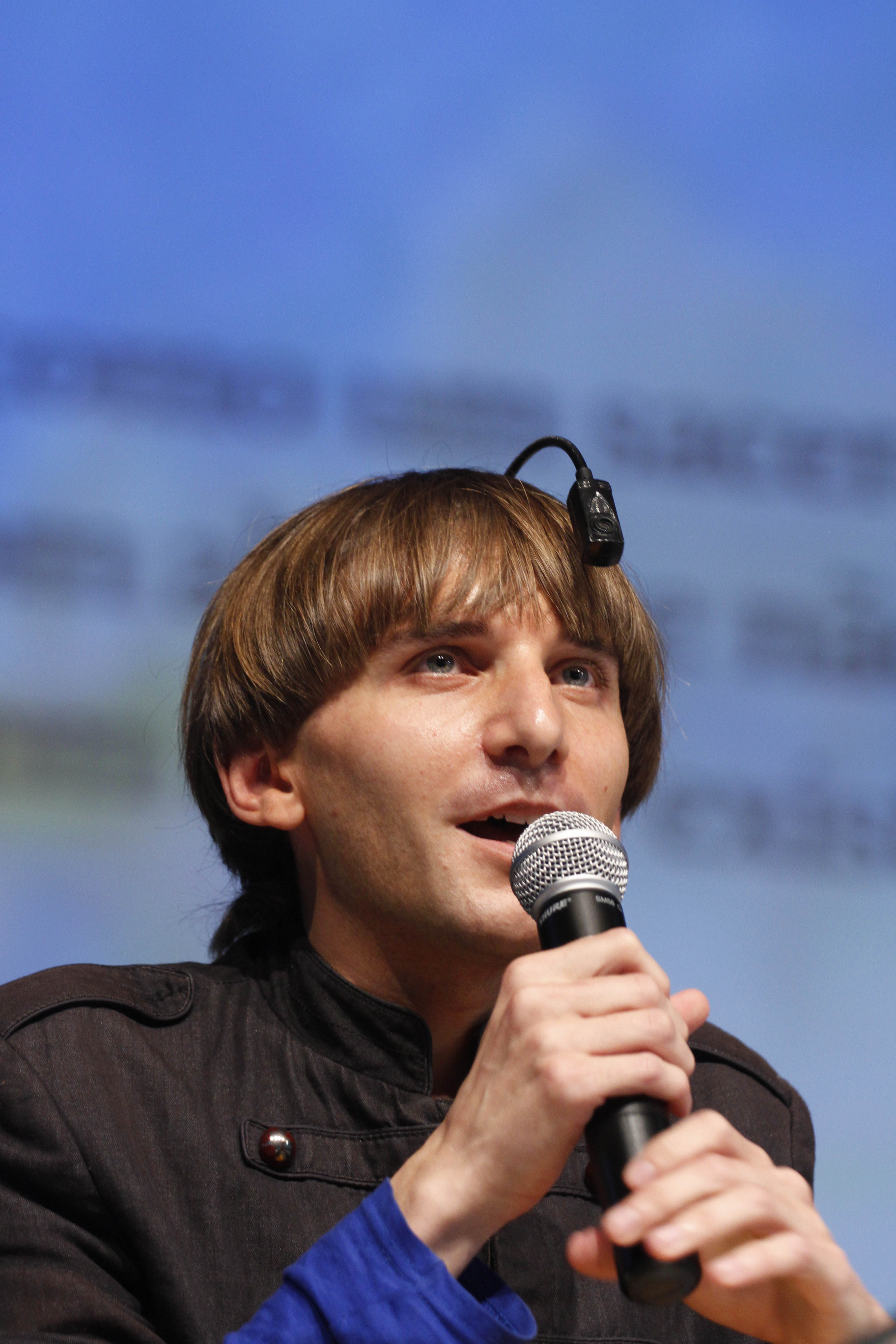
Modificación corporal con tecnología. Antena cibernética en la cabeza. Neil Harbisson
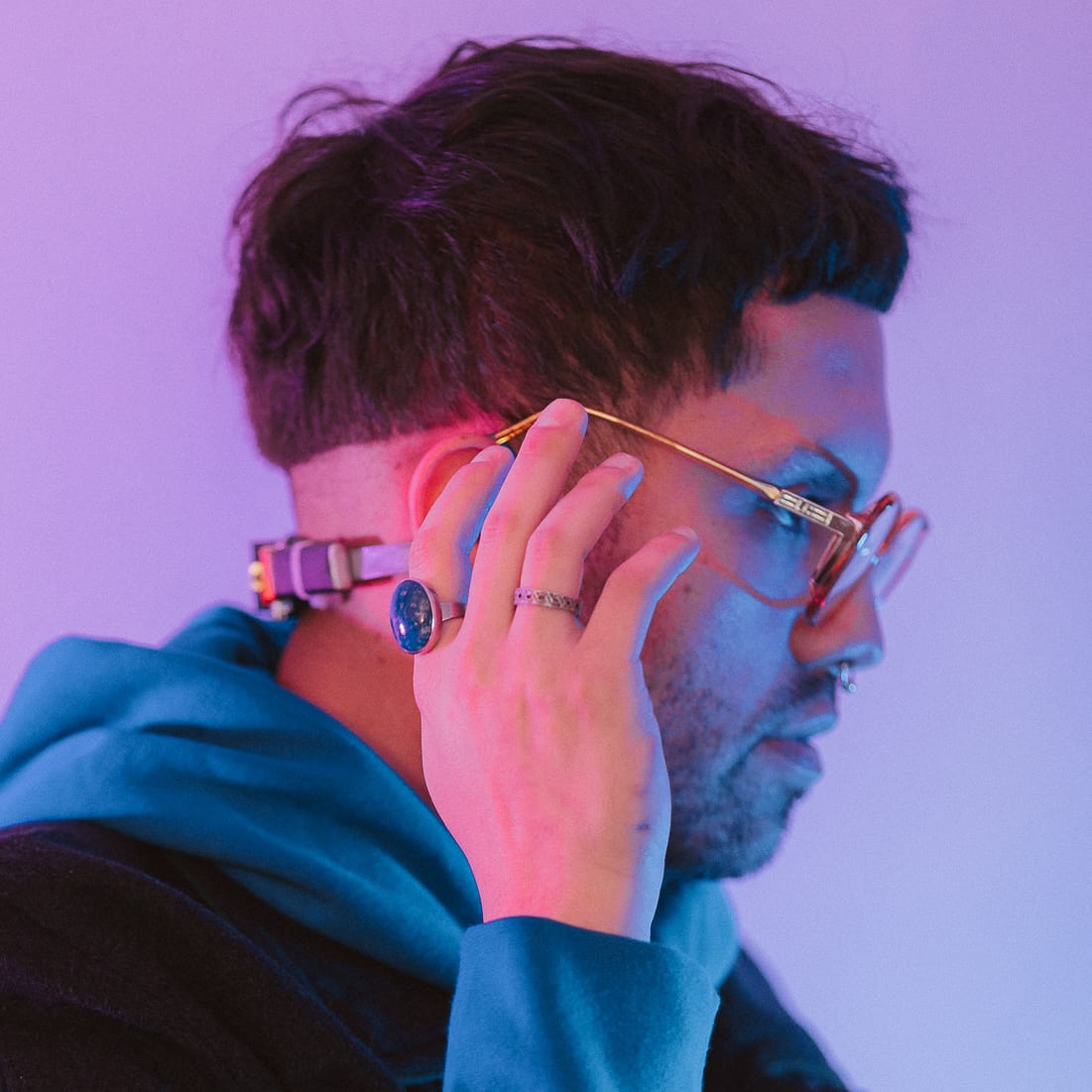
Modificación corporal con tecnología. Dispositivo en la nuca para sentir el campo magnético de la tierra. Esteban Celis
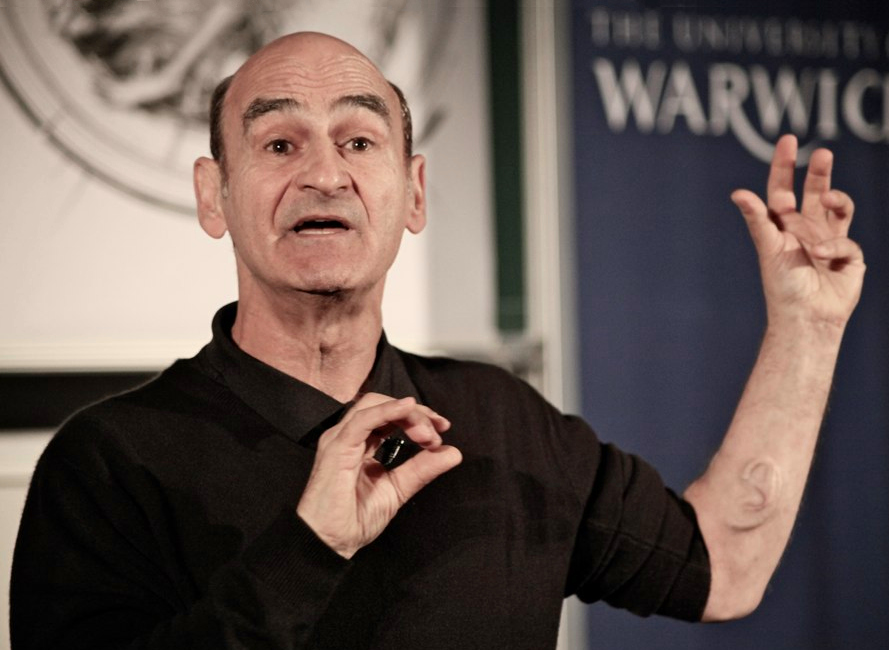
Modificación corporal con tecnología. Oreja en el brazo izquierdo. Stelarc.

## Controversias

La infibulación es uno de los procedimientos que más genera controversia.

La desfiguración, mutilación y autolesión son términos utilizados por los opositores de la modificación corporal para describir aquellas prácticas que  atentan contra la salud y la vida humana. Algunas personas que se someten a estos procedimientos han sufrido daños irreversibles en varias partes del cuerpo como la nariz, ojos, oídos, pies, genitales, manos, dientes y lengua; se cree que, por lo menos, un 35 % de individuos que se perforan algunas partes de la cara como la lengua o los labios «experimentan pérdida de encía bucal».
La mutilación y modificación genital son prácticas aún más controvertidas. Ocasionalmente son consideradas como alteraciones extremas y de alto riesgo que van en contra de la dignidad humana. De ella se derivan otros procedimientos tales como la castración, amputación, perforación, ablación de clítoris, circuncisión y cirugías de reasignación de sexo por parte de personas transexuales con el fin de realizar un cambio de sexo. Otros utilizan la modificación del cuerpo y la automutilación indistintamente. En muchos sentidos, la automutilación es muy diferente a la transformación. Generalmente, la alteración del cuerpo produce sensaciones de orgullo y emoción que son expresadas ante los demás sin ningún tipo de miedo o restricción, contrario a la autolesión deliberada, una práctica en la que los individuos normalmente se avergüenzan de lo que hacen. La modificación corporal realza la apariencia y define la identidad de la persona, sin importar la edad o la condición sexual y otra serie de características positivas, mientras que la autolesión se inflige como consecuencia del estrés mental o emocional, la depresión y la incapacidad de lidiar con el dolor o el trastorno psicológico. Aquellos que la practican lo hacen con el fin de castigarse a sí mismo, reducir la ansiedad severa, las sensaciones de fracaso y, en algunos casos, el perfeccionismo.
Otra fuente importante de controversia es la práctica de la modificación del cuerpo como un ritual o una tradición en menores de edad. En algunos casos, la alteración se produce sin el consentimiento del menor, lo que se traduce en un tipo de tortura y una violación de los derechos humanos. La infibulación, método que se utiliza para extirpar los genitales femeninos, es uno de los casos más polémicos y conocidos en el mundo. Este procedimiento está culturalmente arraigado en varios países de África y Asia, y es realizado por curanderos o personas mayores por medio de una cuchilla u otro instrumento de corte. Las mujeres que se someten a este proceso pueden contraer infecciones pélvicas y vaginales, ocasionar esterilidad, hemorragias, retención de orina, aparición de coágulos y quistes en las partes afectadas, lesiones, entre otras.
La iglesia de la Modificación Corporal, una secta que promueve la práctica de las modificaciones del cuerpo también ha suscitado controversias. Fundada a finales de la década de 1990 por el artista estadounidense Steve Haworth, pionero en la práctica de los implantes subdérmicos y transdérmicos, la iglesia afirma que estos procedimientos son necesarios para «fortalecer el vínculo entre la mente, el cuerpo y el alma» y como cualquier otra religión, los fieles y seguidores muestran su fe por medio de ayunos y oraciones, aunque practican varios rituales y procedimientos como caminatas sobre fuego, corsetería, las cirugías plásticas, las escarificaciones, tatuajes, pírsines, entre muchos otros.
El doctor Anthony Youn, médico general y especialista en cirugía plástica de Detroit, afirma que estas alteraciones pueden llegar a ser «extrañas e inusuales» y que los críticos y opositores de estas tendencias las describen como auténticas mutilaciones corporales. La diferencia entre un profesional que realiza cirugías plásticas y un artista de las modificaciones es que los cirujanos deben estudiar y ser capacitados por varios años, además de aprobar «rigurosos exámenes» y trabajar en centros médicos especializados, mientras que los artistas no poseen los conocimientos necesarios y generalmente realizan estos procedimientos en centros y estudios de tatuajes, sin tener en cuenta los fármacos que se necesitan para bloquear las sensibilidades táctiles de los pacientes, como el caso de los anestésicos.